# Hans Schnitzlein
Hans Richard Josef Schnitzlein(-Rothenberg) (* 28. September 1898 in Mannheim; † 29. September 1969 in São Paulo) war ein deutsch-brasilianischer Jurist. Er war unter anderem Initiator der deutsch-brasilianischen Handelskammer.

## Leben und Tätigkeit
Schnitzlein wurde als Sohn eines Arztes geboren. Den Namen Schnitzlein nahm er 1919 nach der Adoption durch einen Polizeioffizier an.
Unmittelbar nach dem Bestehen des Abiturs im Jahr 1918 nahm Schnitzlein mit der Bayerischen Armee am Ersten Weltkrieg teil. 1919 beteiligte er sich als Angehöriger des Freikorps Epp an der Zerschlagung der Münchner Räterepublik. Während des Jahres 1919 fungierte er als Verbindungsmann der Bamberger Regierung als Verbindungsmann zur Thule-Gesellschaft. Zum Jahresende 1919 schied als Leutnant aus der Armee aus. Anschließend nahm er das Studium der Rechtswissenschaften an der Münchener Universität auf. 1921 promovierte er mit einer Arbeit zum Polizeirecht in Würzburg zum Dr. jur. Die große Juristische Staatsprüfung bestand Schnitzlein im Jahr 1924, seine Zulassung erhielt er 1925 in München.
In den Jahren 1923 und 1924 engagierte Schnitzlein sich in der pfälzischen Widerstandsbewegung gegen die französischen Besatzungstruppen in den westrheinischen Gebieten des Deutschen Reiches sowie gegen die separatistischen Bestrebungen von Teilen der Bevölkerung dieser Gebiete.
1924 trat Schnitzlein als angestellter Rechtsanwalt in die Kanzlei des Münchener Rechtsanwaltes Otto Leibrecht am Karlsplatz ein. 1925 wechselte er in den Dienst der Münchener Rückversicherung, für die er bis 1938 tätig sein sollte, zuletzt als Abteilungsleiter und Prokurist. Nach dem Machtantritt der Nationalsozialisten im Frühjahr 1933 geriet Schnitzlein aufgrund seiner „jüdischen“ Abstammung in zunehmende Bedrängnis: Seine Zulassung als Rechtsanwalt legte er bereits am 25. April 1933 im Rahmen eines „Verzichts“ nieder. Ende 1938 emigrierte er dann über die Schweiz nach Brasilien. Dort war er zunächst für eine Baufirma tätig, bevor er sich als Rechtsberater und Rechtsanwalt betätigen konnte, zuletzt als Partner einer Kanzlei in São Paulo (zusammen mit Heinrich Rheinbach).
Nach dem Zweiten Weltkrieg begann Schnitzlein sich politisch zu betätigen: Auf seine Veranlassung wurde im August 1948 die Deutsch-Brasilianische Handelskammer begründet. Der erste Präsident dieser Körperschaft wurde der spätere brasilianische Staatspräsident João Baptista de Oliveira Figueiredo, während Schnitzlein Geschäftsführer und ab 1951 zugleich Vizepräsident wurde. Als Geschäftsführer bzw. geschäftsführender Vizepräsident leitete er die Handelskammer mehr als zwanzig Jahre lang. Zusätzlich zu ihrer wirtschaftspolitischen Bedeutung kam der Handelskammer in den Jahren 1948 bis 1951 zugleich eine große politische Bedeutung zu als sie, da es in diesen Jahren noch keine eigene deutsche Botschaft in Brasilien gab, in dieser Zeit eine der wichtigsten politischen Mittelstellen zwischen beiden Ländern war. Infolge der sich immer weiter intensivierenden industriellen Beziehungen zwischen Brasilien und der Bundesrepublik wurde die Handelskammer in den 1960er Jahren in Deutsch-Brasilianische Industrie- und Handelskammer umbenannt (Camera de Industria e Comercio) und ihr Tätigkeitsspektrum entsprechend erweitert. Daneben trat Schnitzlein nach dem Krieg als Initiator der von Brasilien aus organisierten Quäker-Hilfe für deutsche Kinder hervor.
1960 wurde die Zulassung Schnitzleins, den ein Nachruf als „eine Mischung von einem Draufgänger und einem poetisch veranlagten Schöngeist“ beschreibt, als Rechtsanwalt in München symbolisch wiederhergestellt.

## Familie
Schnitzlein war seit 1942 mit Lotte Nobiling verheiratet.

## Archivalien
Im Bayerischen Hauptstaatsarchiv hat sich eine Offizierspersonalakte zu Schnitzlein aus der Zeit des Ersten Weltkriegs erhalten (OP 28356). Dort befindet sich auch eine Personalakte zu seinem Stiefvater (OP 58642). Des Weiteren ein Druck Erinnerungen aus dem Ersten Weltkrieg und den Nachkriegsjahren. Im Bayerischen Justizministerium befindet sich die Personalakte zu Schnitzlein als Jurist (MJu PA Schn 340).

## Schriften
- Die Polizeitruppe Bayerns. Unter Berücksichtigung ihres Verhältnisses zur Entente und der Polizeitruppen Italiens und Frankreichs. Stand vom Januar 1921, 1921.
- Erinnerungen aus dem 1. Weltkrieg und den Nachkriegsjahren, s. l. e. a.